# Hoplophobie
Hoplophobie (von altgriechisch ὅπλον hóplon, deutsch ‚Waffe‘, und φόβος phóbos, deutsch ‚Angst‘) bezeichnet übermäßige Angst vor Schusswaffen oder vor bewaffneten Bürgern.
Der Schusswaffenausbilder und Autor Jeff Cooper beanspruchte für sich, diesen Begriff 1962 geprägt zu haben, um eine „geistige Störung, charakterisiert durch eine irrationale Abneigung gegen Waffen“ zu beschreiben. Obwohl er kein Psychologe war, verwendete Cooper ihn als Alternative zu umgangssprachlichen Ausdrücken: „We read of 'gun grabbers' and 'anti-gun nuts' but these slang terms do not (explain this behavior).“ (dt. „Wir lesen von ‚Waffengrabschern‘ und ‚Anti-Waffen-Spinnern‘, aber diese umgangssprachlichen Begriffe erklären dieses Verhalten nicht.“) Cooper bezeichnete dieses Verhalten als eine irrationale Angst vor Schusswaffen und anderen Arten von Waffen und erklärte die Idee, dass Gegenstände einen eigenen, von ihrem Besitzer abweichenden Willen besitzen, als die häufigste Erscheinungsform von Hoplophobie. In einem Kommentar im Pittsburgh Tribune-Review behauptete Kolumnist Dimitri Vassilaros, der Ausdruck sei von Cooper in die öffentliche Diskussion eingeführt worden, um sich über jene lustig zu machen, die der Meinung sind, Waffen hätten einen eigenen Willen.
Die Bedeutung und Verwendung, so wie sie von Cooper gedeutet wurde, entspricht nicht der medizinischen Definition einer echten Phobie, sondern mehr jener einer Wahnvorstellung. Echte medizinische Phobien vor Schusswaffen und anderen Waffen existieren, sind jedoch sehr selten und äußern sich anders.